# Щелепи (фільм)
«Щелепи» (англ. Jaws; США, 1975) — класичний трилер режисера Стівена Спілберга. Екранізація однойменного твору Пітера Бенчлі. Фільм став володарем трьох премій «Оскар». Вважають, що саме цей фільм був уперше названий «блокбастером». На 1 березня 2024 року фільм посідав 206-ту позицію у списку «250 найкращих фільмів за версією IMDb».

## Сюжет
Дія фільму відбувається з 1 по 5 липня 1974 року — на острові Еміті, де розташоване невелике курортне містечко з тією ж назвою. Молода дівчина Христина Воткінс купається вночі, але стає жертвою акули.
Вранці шеф місцевої поліції Мартін Броуді і його помічник Ленні Хендрікс знаходять на березі залишки тіла Крістіни. Вона стала першою жертвою величезної білої акули, яка з'явилася біля берегів Еміті. Броуді недавно перевівся на острів з Нью-Йорку і живе тут разом із дружиною Елен і двома синами: Майком і Шоном. Шеф поліції хоче на деякий час закрити пляжі, сповістити про трагедію берегову охорону і викликати спеціальну команду для упіймання акули, але мер острова Ларрі Воун, якого підтримують власники прибережних готелів та мотелів, категорично проти такої перспективи, тому що місту потрібні «літні долари». А попереду ще 4 липня — День незалежності США, буде безліч гостей і вже в 50-й раз має відбутися щорічна вітрильна регата. Броуді погоджується з Воуном, лікар переписує висновок про смерть Крістіни, нібито потрапила під гвинт катера.
Тим часом число жертв акули продовжує збільшуватися. Спочатку гине собака одного з відпочивальників на прізвисько Піппет, в той же день акула з'їдає хлопчика Алекса Кінтнера. Вже наляканий і сам мер, але він все ще не бажає оповістити всіх про небезпеку. Місцевий мисливець на акул, ветеран Другої світової війни, рибалка Квінто (Роберт Шоу), пропонує на зборах міських ділків за 10 тисяч доларів на своєму судні виловити акулу-людожера. Всі вмовляння Мартіна Броуді й прибулого сюди експерта з національного інституту океанографії Метта Хупера не подіяли. Місцеві рибалки ловлять триметрову акулу, місто з легкістю зітхає, хоча Хупер не знаходить в її нутрощах людських останків.
Пропадає безвісти рибалка Бен Гарднер. 4 липня акула-вбивця постає перед очима сотень купальщиків на мілководді, потягнувши в пучину інструктора з плавання. Старший син Броуді Майкл в результаті шоку від побаченого потрапляє в госпіталь. Шокований мер підписує договір з Квінтом, і на полювання за акулою на рибальській шхуні «Орка» (англ. «Orca»), пристосованої до лову акул, вирушають разом з рибалкою вчений Метт Хупер і шеф поліції Мартін Броуді (попри те, що страждає гідрофобією).
Квінто, використовуючи заборонену наживку, ловить акулу на гачок. Хупер спускається в море в сталевій клітці, щоб сфотографувати акулу і вбити її шприцом з отрутою. Однак бестія розбиває клітку, Хуперу вдається забитися в розколину. Акула вистрибує з води й обрушується на корму судна, яке починає тонути. Квінто по палубі з'їжджає в пащу акули й гине в страшних муках. Акула заковтує балон з киснем, якими від неї намагався відбитися Броуді. Судно швидко тоне, Броуді забирається на щоглу. Йому вдається останнім пострілом попасти в балон, що застряг в пащі акули, голову хижачки розносить вибухом. Броуді й Хупер, що виплив на поверхню пливуть до берега на імпровізованому плоту.

## Створення

Кадр з фільму «Щелепи» (Роберт Шоу, Рой Шайдер і Річард Дрейфус)

Фільм заснований на романі Пітера Бенчлі 1974 року «Щелепи», сюжет якого натхненний загибеллю чотирьох людей на узбережжі Нью-Джерсі в 1916 році. Преса приписувала ці смерті великій білій акулі, але справжнім убивцею могла бути акула-бик.
«Щелепи» стали другим повнометражним фільмом Стівена Спілберга після «Шугарлендського експреса» (1974). Він значно перевищив бюджет і терміни виробництва, через рішенням Спілберга знімати в справжньому морі замість басейну. Основним місцем зйомок був Мартас-Віньярд, острів біля узбережжя Массачусетсу.
На роль Мартіна Броуді пробувався Чарлтон Гестон (Charlton Heston), а на роль Метта Хупера — Джефф Бріджес (Jeff Bridges), Тімоті Боттомс (Timothy Bottoms) і Жан-Мішель Вінсент (Jan-Michael Vincent). Пітер Бенчлі, своєю чергою, бажав в картині мати таких акторів, як Роберт Редфорд (Robert Redford), Пол Ньюман (Paul Newman) і Стів Макквін (Steve McQueen).
У сцені, де акула нападає на клітку з сидячим в ній Хупером, оператори підводних зйомок Рон і Валері Тейлор (Ron & Valerie Taylor) використовували справжню акулу. Але оскільки жива акула була набагато меншою від механічної, для зйомок збудували дві зменшені клітки. В одну, виконану в масштабі 1:2, був поміщений манекен, в другій, виготовленій в масштабі 5:8, знаходився професійний жокей і каскадер Карл Ріццо (Carl Rizzo) зростом в 4 фути 9 дюймів (приблизно 145 см). У первинному варіанті акула не повинна була ламати клітку, але після того, як справжня риба почала ломитися в клітку і ці рідкісні кадри були зняті, був переписаний сценарій і ці сцени вставлені у фільм. В інших сценах використовували маріонетки, кожна з яких мала сталевий скелет, гідравліку для відкривання та закривання рота та пневматичні механізми, що приводили в рух різні частини тіла. Виробництво цих аніматроніків коштувало 500 тис. доларів, але маріонетки швидко псувалися в солоній воді. Тому Спілберг вдався до використання більшої кількості сцен, де акули не видно, але видно наслідки її присутності, або де камера імітує точку зору акули.
В епізодичних ролях знялися Стівен Спілберг (у сцені на пляжі, де він в оркестрі грав на кларнеті) і Пітер Бенчлі (телерепортер, проводить репортаж про акулу на Еміті).
В одній зі сцен над кораблем «Орка» пролітає метеор. Це не спецефект, метеор справді з'явився в небі, і кадри з ним вирішили залишити.
Композитор Джон Вільямс створив зловісну музику до фільму, що переривається простим, але напруженим повторенням двох нот, яка стала одним із найвідоміших музичних творів в історії кінематографа.

## Маркетинг
Фільм активно рекламували на телебаченні 30-секундними трейлерами протягом тижня перед його виходом у кінотеатрах. До виходу «Щелеп» більшість голлівудських студій вважали телевізійну рекламу надто дорогою. Новою маркетинговою стратегією було широке поширення фільму у перші вихідні прокату у понад 400 кінотеатрах по всій території Сполучених Штатів. До виходу «Щелеп» фільми зазвичай спочатку виходили у великому місті, а потім протягом кількох тижнів дебютували в інших містах. Літні релізи також зазвичай резервувалися для фільмів нижчої якості, оскільки вважалося, що глядачі будуть зайняті відпустками. Після «Щелеп» нова маркетингова тактика стала стандартом для так званих літніх блокбастерів.

## Касові збори
Фільм «Щелепи» вийшов у 409 кінотеатрах і за перші вихідні показів зібрав 7 млн доларів США. Він став першим фільмом, збори якого перевищили 100 млн доларів.
За весь показ 1975 року «Щелепи» зібрали безпрецедентні 260 млн доларів. З кількома перевиданнями за наступні 50 років це число зросло до 477 млн доларів. З урахуванням інфляції, це близько 1,52 млрд доларів станом на 2024 рік.
До кінця літа 1975 Gallup визначила, що 21 % американців бачили фільм, тоді як ще 15 % планували подивитися. Авдиторія була особливо високою серед молоді — 40 % людей віком від 18 до 29 років.

## Нагороди та премії
- 1976 — премія «Оскар» в номінації «найкращий монтаж» (Верна Філдс).
- 1976 — премія «Оскар» в номінації «найкраща музика» (Джон Вільямс).
- 1976 — премія «Оскар» в номінації «найкращий звук» (Роберт Л. Хойт, Роджер Хімене-мол., Ерл Медер, Джон Р. Картер).

## Вплив
- Дебют «Щелеп» та «Зоряних війн» затвердив нову концепцію літніх фільмів, які повинні бути видовищними та створюватися під жорстким контролем режисерів[11].
- Головна музична тема фільму (або її імітація) була використана в безлічі інших фільмів, включаючи «9 з половиною тижнів», «Кокон: Повернення», «Дитячий садок 9», «Вихідні у Берні 2», «У пошуках Немо» та «Трансформери: Помста полеглих»[12].
- Засилля продовжень «Щелеп» обіграно в фільмі «Назад у майбутнє 2», де головний герой Марті Макфлай потрапляє у 2015 рік і бачить рекламу «Щелепи 19»[12].
- Після виходу фільму зріс страх перед акулами (галеофобія). Деякі глядачі дійшли висновку, що акули навмисно нападають на людей, і коли вони «звикнуть до людей», то продовжуватимуть свої напади, і тому їх потрібно знаходити та вбивати[3].
- Початкова сцена фільму була спародійована самим Спілбергом в комедії «1941» (1979).
- Механічну модель акули, зроблену для зйомок фільму, на знімальному майданчику прозвали «Брюс». Цю обставину використали творці мультфільму «У пошуках Немо», в якому білу акулу теж звуть Брюсом. Цікаво і те, що за спогадами учасників зйомок фільму механічна акула постійно виходила з ладу; щось подібне відбувається і з білою акулою з «У пошуках Немо».

## Сиквели
- «Щелепи 2» (англ. «Jaws 2»)
- «Щелепи 3» (англ. «Jaws III»)
- «Щелепи 4: Помста» (англ. «Jaws: The Revenge»)
- «Щелепи 3D» (англ. «Shark Night 3D»)